# Građanska nauka
„Građanska nauka” (poznata još i kao: nauka zajednice, onlajn „građanska nauka”) predstavlja naučno istraživanje koje su delimično ili u celosti sproveli naučnici-amateri. „Građanska nauka“ je ponekad opisana kao „učešće javnosti u naučnom istraživanju", čiji je ishod često unapređenje naučnog istraživanja, kao i poboljšano razumevanje nauke od strane javnosti.
Prva definicija „građanske nauke“ potiče iz devedesetih godina XX veka, kada su ovaj pojam definisali Alan Irvin iz Ujedinjenog Kraljevstva i Rik Boni iz SAD.
Alan Irvin, britanski sociolog, definisao je „građansku nauku“ kao razvoj koncepta naučnog građanstva, koji u prvi plan stavlja potrebu približavanja nauke i naučnih procesa javnosti. Irvin je ustanovio dve dimenzije povezanosti nauke i građanstva (građana):
1. nauka treba da odgovori na potrebe i zabrinutost građana
2. sami građani mogu stvoriti pouzdanu naučnu bazu znanja
Američki ornitolog, Rik Boni je nezavisno od rada Alana Irvina definisao „građansku nauku“ kao projekte u kojima lica koja nisu naučnici, poput neukih posmatrača ptica, dobrovoljno stvaraju naučnu bazu podataka. Ova definicija predstavlja umanjenu ulogu građana u naučnim istraživanjima u odnosu na Irvinovu definiciju.
Pojmovi „građanska nauka“ i „volonter građanske nauke“ postali su deo Oksfordovog rečnika engleskog jezika u junu 2014. godine. „Građanska nauka“ definisana je kao „naučni rad koji izvode pripadnici javnosti, često u saradnji sa profesionalnim naučnicima ili naučnim institucijama, ili pod njihovim nadzorom. Volonter  “građanske nauke je definisan kao:
a) naučnik čiji rad karakteriše osećaj odgovornosti i služenja najboljim interesima zajednice
b) član javnosti koji se uključuje u naučni rad, često u saradnji sa profesionalnim naučnicima ili naučnim institucijama ili pod njihovim nadzorom.
„Građanskom naukom“ se mogu baviti pojedinci, timovi ili mreža volontera. Volonteri građanske nauke se često udružuju sa profesionalnim naučnicima da bi ostvarili zajedničke ciljeve.

## Istorija
Iako postoji odavno, „građanska nauka“ je relativno nov pojam.
Vels Kuk, član Američkog udruženja ornitologa je razvio jedan od prvih formalnih programa građanske nauke u zemlji tokom u drugoj polovini XIX veka. On je započeo program čiji je cilj bio da uoči šablone u migracijama ptica. Razmere ovog programa su se ubrzo povećale i ovo je postao jedan od prvih vladinih programa za ptice pod nazivom “Program fenologije ptica Severne Amerike” u kojem su građani mogli da učestvuju. Mreža volontera počela je da prikuplja informacije o migracijama ptica i njihovom broju i zapisuje dobijene rezultate.
Jedan od najstarijih primera „građanske nauke“ je „Božićno brojanje ptica“ pod pokroviteljstvom Nacionalnog udruženja „Audubon“. Od 1900. godine, organizacija sponzoriše brojanje ptica koje traje od 14. decembra do 5. januara svake godine. Iskusni posmatrač ptica predvodi grupu volontera koji zajedno prikupljaju informacije o lokalnoj populaciji ptica. Ovakve grupe se nazivaju „krugovi“ i oni deluju na području SAD i Kanade.
Sve do XX veka, naukom su se često bavili finansijski nezavisni naučnici poput Isaka Njutna, Bendžamina Frenklina i Čarlsa Darvina. Do sredine XX veka, naukom su se najčešće bavili istraživači sa univerziteta.
Istorijski posmatrano, kada su profesionalni naučnici želeli da prikupe više podataka, koristili bi rezultate koje su do tada prikupili volonteri „građanske nauke“ poput posmatrača ptica i sličnih grupa. Međutim, sa povećanjem dostupnosti interneta tokom kasnih 1990-ih, ljudi su počeli lakše da razmenjuju informacije i broj projekata građanske nauke je porastao. U poslednjoj deceniji, polje građanske nauke se još brže proširilo zahvaljujući razvoju pametnih telefona koji su omogućili da više informacija postane dostupno putem digitalnih medija. Svakodnevno su kreirane nove mreže i zajednice zainteresovanih volontera „građanske nauke“ koji žele da uče o svetu koji ih okružuje i da doprinesu njegovom razumevanju.
U budućnosti će još više telefona imati pametne senzore, što će omogućiti ljudima da mere i beleže podatke o životnoj sredini, kao što su nivo kvaliteta vazduha i temperatura vazduha.

## Principi građanske nauke
Tokom septembra 2015. godine, Evropska asocijacija građanske nauke (The European Citizen Science Association - ECSA), objavila je „Deset principa građanske nauke“ Deset principa „građanske nauke“ postavljaju okvir za primenu postojećih i kreiranje novih inicijativa građanske nauke, sa ciljem postizanja izvrsnosti u svim aspektima građanske nauke. 
1. projekti „građanske nauke“ aktivno uključuju građane u naučni rad koji uključuje generisanje novih znanja ili razumevanje postojećih;
2. projekti „građanske nauke“ imaju naučni ishod;
3. i profesionalni naučnik i volonter „građanske nauke“ moraju imati koristi od učešća u projektu; koristi uključuju: šanse za sticanje znanja, lični razvoj, zadovoljstvo nastalo otkrivanjem naučnih dokaza;
4. ako volonteri „građanske nauke“ to žele, oni mogu učestvovati u mnogim fazama naučnog procesa;
5. volonteri „građanske nauke“ moraju dobiti povratnu informaciju o projektu;
6. „građanska nauka“ je uvažen istraživački pristup, uz određena ograničenja koja moraju biti uzeta u obzir;
7. podaci prikupljeni tokom projekta u kome su učestvovali volonteri „građanske nauke“ moraju biti javni, tj. dostupni; ukoliko je moguće, podaci treba da budu objavljeni;
8. rad „volontera građanske nauke” je priznat u rezultatima projekta i publikacijama;
9. programi „građanske nauke“ su vrednovani na osnovu naučnog rezultata, kvaliteta podataka,, iskustva učesnika i šireg društvenog uticaja;
10. rukovodioci projekata „građanske nauke“ uzimaju u obzir pravna i etička pitanja o autorskim pravima, intelektualnom vlasništvu, poverljivosti i efektu svake aktivnosti na okolinu

## Primena i primeri „građanske nauke“
Uključivanje građana u naučne projekte postalo je sredstvo za podsticanje radoznalosti građana i boljeg razumevanja nauke i istovremeno obezbedilo povezanost profesionalnih naučnika i javnosti. Zato je „građanska nauka“ danas veoma popularna. Prema istraživanju iz 2016. godine, najveći uticaj „građanske nauke“ primećen je u istraživanjima u domenu biologije, zaštite prirode i ekologije, a “građanska nauka” je najširu primenu ostvarila u metodologiji prikupljanja i klasifikacije podataka.
Primena „građanske nauke“ ostvaruje se kroz projekte građanske nauke. Projekti građanske nauke predstavljaju aktivnosti različitih organizacija, koje omogućavaju svima koji nisu profesionalni naučnici da značajno doprinesu naučnom istraživanju. Na primer, građani mogu da prikupljaju podatke o kvalitetu vode u različitim periodima kako bi procenili ispravnost lokalne vode ili da pomognu  da se otkrije i imenuje nova vrsta insekta.
Jedan od primera projekata „građanske nauke“ je portal “Zooniverse“. Na njemu se nalaze neki od najvećih, najpopularnijih i najuspešnijih projekata „građanske nauke“. Ovi projekti zahtevaju aktivno učešće volontera u obavljanju istraživačkih zadataka. Discipline iz kojih projekti potiču su: astronomija, ekologija, citologija, humanističke nauke i klimatologija.
Internet je doprineo razvoju „građanske nauke“ kroz gejmifikaciju. Jedan od prvih eksperimenata „građanske nauke“ koji se odvijao na internetu bio je “Clickworkers” koji je razvila NASA. Ovaj eksperiment je omogućio javnosti da asistira u klasifikaciji slika, što je znatno skratilo vreme analiziranja velikih grupa podataka. Internet je takođe omogućio volonterima „građanske nauke“  da prikupe podatke koje će analizirati profesionalni istraživači. Mreže „građanske nauke" su često uključene u posmatranje cikličnih događaja u prirodi, kao što su efekti globalnog zagrevanja na biljni i životinjski svet u različitim geografskim područjima.
„Građanska nauka“ nalazi primenu u mnogim sferama. Neki od primera primene „građanske nauke“ su: amaterska astronomija, brojanje leptirova, posmatranje ptica, građanska okeanografija, građansko proučavanje koralnih grebena i seizmologija.

### Amaterska astronomija
Astronomija predstavlja polje u kojem amateri daju veliki doprinos od davnih dana, pa sve do danas. Astronomi-amateri najčešće posmatraju Mesec, planete, zvezde, meteore, ponekad čak i koristeći opremu koju su sami napravili. Razvijena je i grana amaterske astronomije – amaterska astrofotografija, posvećena fotografisanju noćnog neba.

### Brojanje leptirova
Dva dugoročna programa prebrojavanja leptirova: Posmatranje leptirova u Ujedinjenom Kraljevstvu (od 1976. godine) i Program prebrojavanja leptirova u Severnoj Americi. eButterfly je onlajn baza podataka o posmatranju leptirova u kojoj su prikupljeni podaci o zastupljenosti, distribuciji i fenologiji leptirova širom Severne Amerike.

### Ornitologija
„Građanska nauka“ je veoma korišćena u ornitologiji. Volonteri „građanske nauke“ pomažu u prikupljanju podataka koje će analizirati profesionalni naučnici i koji će moći da se koriste za kreiranje indikatora o populaciji ptica i biodiverzitetu.
Jedan od primera primene „građanske nauke“ u ornitologiji je platforma E-bird, nastala na osnovu ideje da svaki posmatrač ptica ima jedinstvena znanja i doživljaje. Korisnici razmenjuju podatke besplatno, neprestano povećavajući bazu znanja i doprinoseći nauci, očuvanju prirode i edukaciji.

### Građansko proučavanje koralnih grebena
Podvodna fotografija postaje sve popularnija od 2000. godine, i svakodnevno se na sajtovima i društvenim mrežama mogu naći milioni fotografija podvodnog sveta. U ovim fotografijama leži ogroman naučni potencijal – za razliku od turista, profesionalni naučnici ne mogu sebi da dozvole da provedu toliko vremena na terenu. Jedan od sajtova koji služi prikazivanju ovakvih fotografija je iNaturalist  - projekat „građanske nauke“ i onlajn društvena mreža prirodnjaka, volontera građanske nauke i biologa, koji međusobno dele informacije o biodiverzitetu, kako bi pomogli jedni drugima da uče o prirodi.

## Onlajn alati „građanske nauke“
Projekti „građanske nauke“ podržani su zahvaljujući onlajn alatima, od kojih su mnogi besplatni. Zahvaljujući ovim alatima, volonteri građanske nauke mogu da na lakši način kreiraju projekte, prikupljaju podatke i prikažu rezultate svojih istraživanja.
Citizen Science Central Toolkit služi za kreiranje projekta „građanske nauke“. Pruža detaljan vodič za dizajniranje projekta, od postavljanja istraživačkog pitanja do evaluacije projekta. Wildlife Sightings je platforma za kreiranje projekata u domenu posmatranja divljih životinja.
Za vizualno prikazivanje dobijenih podataka koriste se alati kao što su Prezi, SlideShare, OpenStreetMap i Scratchpads.

## Otvorena pitanja
Građanska nauka omogućava učesnicima da direktno doprinesu istraživanju, povećaju razumevanje nauke i uče o problemima sa kojima se cela zajednica suočava. Ipak, bitno pitanje vezano za primenu „građanske nauke” odnosi se na sposobnost naučnika-amatera, tj. volontera „građanske nauke“ da obezbede kvalitetne i precizne podatke.
U izveštaju koji je 2008. godine objavio National Park Service, Bret Ejmi Telen i Rejčel K. Tit pomenule su sledeće bojazni o validnosti podataka koje su obezbedili volonteri „građanske nauke“.
1. Neki projekti možda nisu pogodni za volontere, na primer, kada treba koristiti složene metode istraživanja ili kada projekat zahteva mnogo (često repetitivnog) posla.
2. Ako volonterima nije obezbeđen adekvatan trening o proceduri istraživanja i praćenja, postoji rizik da će volonteri imati sklonost ka izmeni podataka.
3. Volonteri građanske nauke mogu dati podatke koji nisu verodostojni. Ovaj rizik je čak i veći kada su za učešće ponuđene nagrade.

U decembru 2016. godine, autori M. Kosmala, A. Vigins, A. Svanson i B. Simons objavili su studiju u časopisu “Frontiers in Ecology and Environment” pod nazivom “Procena kvaliteta podataka u građanskoj nauci”. U apstraktu su opisali kako ekološki projekti „građanske nauke“ pružaju ogroman potencijal za unapređenje nauke.  Autori su takođe pružili četiri zaključka:
1. Podaci koje pružaju volonteri „građanske nauke“ mogu biti pouzdani i kvalitetni i da pariraju onima do kojih su došli profesionalci
2. Preciznost individualnih volontera varira, u zavisnosti od težine zadatka i iskustva volontera. Postoje brojne metode za povećanje tačnosti do željenog nivoa za dati projekat
3. Mnoge nepravilnosti pronađene u podacima „građanske nauke“ mogu se takođe naći u podacima koje su pronašli profesionalci i mogu se prilagoditi uz korišćenje postojećih statističkih alata
4. Recenzenti projekata građanske nauke treba da zahtevaju standardizaciju dizajniranja i izvršenja projekta, kao i procenu tačnosti dobijenih podataka

Autori su zaključili da će, ako „građanska nauka“ nastavi da raste i sazreva, ključni pokazatelj uspeha projekta koji želimo da analiziramo biti rast svesti o kvalitetu podataka.

## Spoljašnje veze
- ECSA
- Zentrum fur Citizen Science Архивирано на веб-сајту  (6. мај 2019)
- iNaturalist
- Wildlife Sightings
- Citizen Science Архивирано на веб-сајту  (22. јун 2019)
- eButterfly